# Darłowo
Darłowo (← poloneză, germană Rügenwalde, pomeraniană Dirlovo) este un oraș în județul Sławno, voievodatul Pomerania Occidentală, Polonia. Are o populație de 13 695 locuitori și suprafață de 20,21 km² (2020).